# Goiana (ort)
Goiana är en ort i Brasilien.   Den ligger i kommunen Goiana och delstaten Pernambuco, i den östra delen av landet, 1 700 km nordost om huvudstaden Brasília. Goiana ligger 21 meter över havet och antalet invånare är 43 980.
Terrängen runt Goiana är platt. Goiana är det största samhället i trakten.
Omgivningarna runt Goiana är en mosaik av jordbruksmark och naturlig växtlighet. Runt Goiana är det ganska tätbefolkat, med 155 invånare per kvadratkilometer.